# Apioceridae
Die Apioceridae sind eine Familie der Zweiflügler (Diptera) und gehören hier zu den Fliegen (Brachycera). Innerhalb dieser Gruppe zählen sie zu den Raubfliegenartigen (Asiloidea). Diese nicht in Europa heimische Familie wird manchmal auch als Blumenfliegen bezeichnet (als Übersetzung von flower-loving flies), was aber zu Verwechslungen mit der Familie Anthomyiidae führen kann, zudem wenig mit der Lebensweise der Tiere zu tun hat.

## Merkmale
Die Fliegen erreichen eine Körpergröße von 7 bis 10 Millimetern und haben einen schlanken Körperbau. Sie ähneln den Raubfliegen. Sie haben neben den ovalen Facettenaugen drei Punktaugen (Ocelli). Ihre Fühler sind viergliedrig.

## Lebensweise
Die Larven der Apioceridae leben räuberisch im Sandboden. Die erwachsenen Tiere leben meist auf offenem Sandboden in trockenwarmen Gebieten und nehmen Wasser und Honigtau auf, besuchen aber nur selten Blüten. Der umgangssprachliche Name geht in erster Linie auf die Gattung Rhaphiomidas zurück, die nun allerdings nicht mehr zu der Familie gezählt wird.

## Systematik
Nach neueren Erkenntnissen ist Apiocera die einzige Gattung der Familie, die mit etwa 140 Arten vorwiegend in den Trockengebieten von Australien und Nordwestamerika, mit wenigen Arten auch im südlichen Afrika und Südamerika vertreten ist. Aus Europa und Asien sind keine Arten bekannt. In älteren Werken werden meist die Gattungen Megascelus, Rhaphiomidas und Neorhaphiomidas zu den Apioceridae gezählt, diese werden inzwischen aber in die nahe verwandte Familie Mydidae gestellt. Die systematische Stellung ist aber noch nicht endgültig geklärt, meist werden Apioceridae und Mydidae als Schwestergruppen angesehen, möglicherweise besteht aber ein Schwestergruppenverhältnis mit den Raubfliegen (Asilidae).